# Metagonia
Metagonia är ett släkte av spindlar. Metagonia ingår i familjen dallerspindlar.

## Dottertaxa tillMetagonia, i alfabetisk ordning[1]
- Metagonia amica
- Metagonia argentinensis
- Metagonia asintal
- Metagonia atoyacae
- Metagonia auberti
- Metagonia belize
- Metagonia bella
- Metagonia bellavista
- Metagonia beni
- Metagonia bicornis
- Metagonia bifida
- Metagonia blanda
- Metagonia bonaldoi
- Metagonia candela
- Metagonia capilla
- Metagonia cara
- Metagonia caudata
- Metagonia chiquita
- Metagonia coahuila
- Metagonia conica
- Metagonia cuate
- Metagonia debrasi
- Metagonia delicata
- Metagonia duodecimpunctata
- Metagonia faceta
- Metagonia flavipes
- Metagonia furcata
- Metagonia globulosa
- Metagonia goodnighti
- Metagonia guaga
- Metagonia heraldica
- Metagonia hitoy
- Metagonia hondura
- Metagonia iviei
- Metagonia jamaica
- Metagonia jarmila
- Metagonia joya
- Metagonia lancetilla
- Metagonia lepida
- Metagonia lingua
- Metagonia luisa
- Metagonia maldonado
- Metagonia mariguitarensis
- Metagonia martha
- Metagonia maximiliani
- Metagonia maya
- Metagonia mcnatti
- Metagonia modesta
- Metagonia modica
- Metagonia nadleri
- Metagonia osa
- Metagonia oxtalja
- Metagonia pachona
- Metagonia panama
- Metagonia paranapiacaba
- Metagonia petropolis
- Metagonia placida
- Metagonia puebla
- Metagonia punctata
- Metagonia pura
- Metagonia quadrifasciata
- Metagonia reederi
- Metagonia reventazona
- Metagonia rica
- Metagonia samiria
- Metagonia secreta
- Metagonia selva
- Metagonia serena
- Metagonia striata
- Metagonia strinatii
- Metagonia suzanne
- Metagonia talamanca
- Metagonia taruma
- Metagonia tinaja
- Metagonia tingo
- Metagonia tlamaya
- Metagonia torete
- Metagonia toro
- Metagonia unicolor
- Metagonia uvita
- Metagonia yucatana